# U-Bahnhof Festhalle/Messe
Der U-Bahnhof Festhalle/Messe ist eine Station im Netz der U-Bahn Frankfurt.
Der Bahnhof wurde 2001, nach zehnjähriger Bauzeit, in Betrieb genommen. Von hier aus fährt die Linie U4. Eingänge zum U-Bahnhof befinden sich direkt an der Festhalle an der Messe Frankfurt. Außerdem hat der Messeturm einen separaten Zugang. Der Bahnhof ist in zwei Ebenen aufgeteilt. Die Station liegt an der D-Strecke der U-Bahn, die vom Hauptbahnhof bis zur Bockenheimer Warte verläuft. An der oberirdischen Station halten die Straßenbahnen der Linien 16 und 17.

## Bauweise
Dieser U-Bahnhof wurde von der Architektengemeinschaft G. Balser entworfen. Die acht Meter hohe Halle ähnelt einer Ausstellungshalle. Die Wand hinter dem Gleis Richtung Bockenheimer Warte ist durch große Farbflächen (Idee: Gerhard Lienemeyer) gegliedert, die auf die bunten Flaggen anspielen, die vor dem Messeeingang hängen. Zwei zwölf Meter hohe Glaskegel, deren Form wohl durch die Spitze des Messeturms inspiriert wurde, dienen als Zugänge und ermöglichen Tageslichteinfall. Vom südlichen Kegel führt ein Aufzug direkt auf den Bahnsteig.

## Betrieb

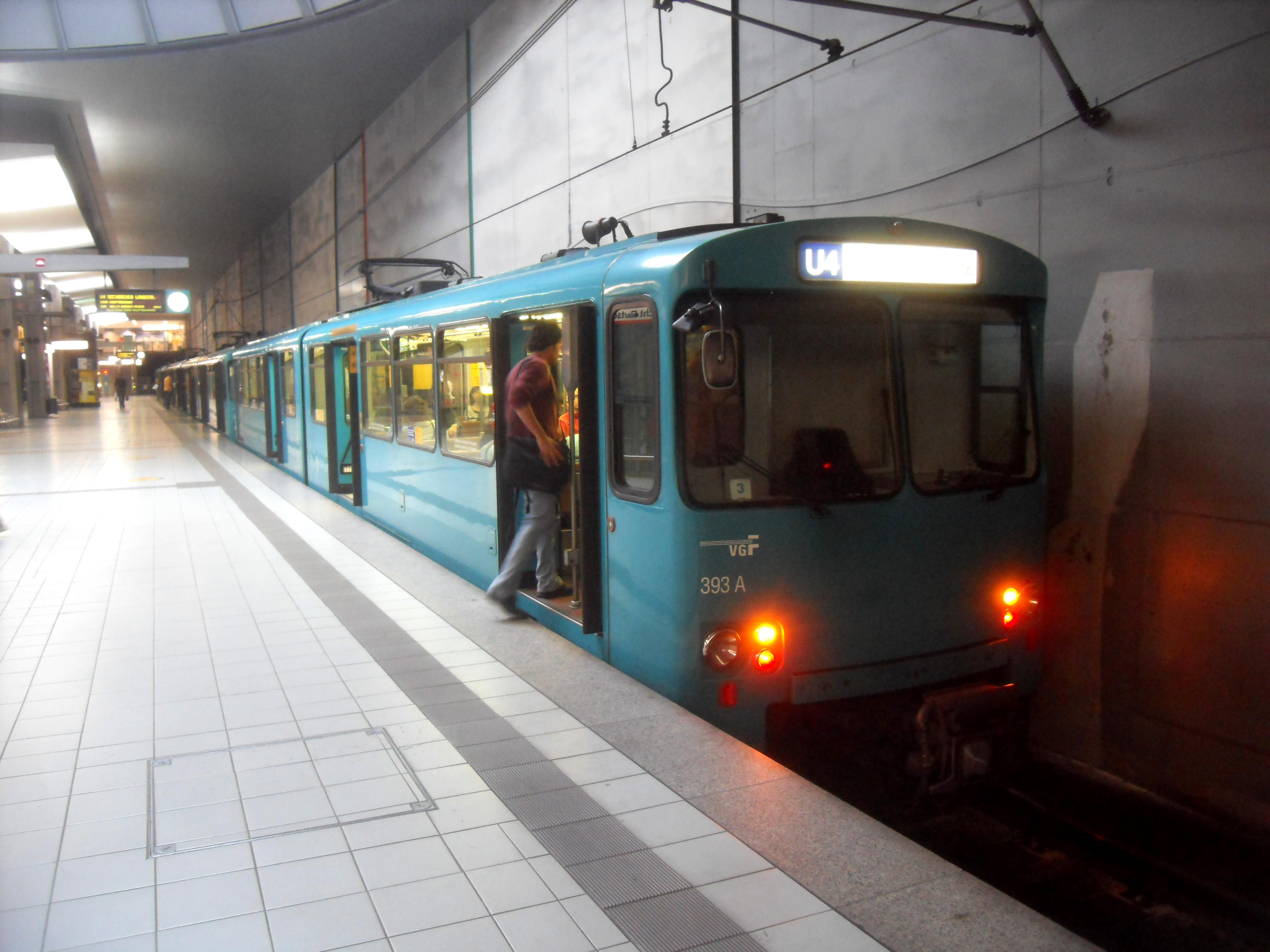
U2-Triebwagen im U-Bahnhof Festhalle/Messe auf dem Weg nach Seckbacher Landstraße

Der U-Bahnhof Festhalle/Messe wird von der Linie U4 bedient. An der oberirdischen Station halten die Straßenbahnen der Linien 16 und 17.
| Linie | Verlauf | Takt |
| ----- | --- | --- |
| S4    | Bockenheimer Warte – Festhalle/Messe – Hauptbahnhof – Willy-Brandt-Platz – Dom/Römer – Konstablerwache – Merianplatz – Höhenstraße – Bornheim Mitte – Seckbacher Landstraße – Schäfflestraße – Gwinnerstraße – Kruppstraße – Hessen-Center – Enkheim | 7/8 min (Bock. Warte–Seckb. Landstr. werktags) 15 min (Seckb. Landstr.–Enkheim werktags) 10 min (Bock. Warte–Seckb. Landstr. so/feiertags) 20 min (Seckb. Landstr.–Enkheim so/feiertags) |
| 16    | Ginnheim Mitte – Bockenheimer Warte – Festhalle/Messe – Hauptbahnhof – Südbahnhof – Lokalbahnhof – Mühlberg – Oberrad – Offenbach Stadtgrenze | 10 min (werktags) 15 min (sonn-/feiertags) |
| 17    | Rebstockbad – City West – Festhalle/Messe – Hauptbahnhof – Stresemannallee Bahnhof – Fritz-Kissel-Siedlung – Louisa Bahnhof – Neu-Isenburg Stadtgrenze                                                                                               | 10 min (werktags) 7/8 min (HVZ) 15 min (sonn-/feiertags) |
| EE    | Ebbelwei-Expreß: Zoo → Ostendstraße → Römer/Paulskirche → Willy-Brandt-Platz → Hauptbahnhof → Festhalle/Messe → Hauptbahnhof → Südbahnhof → Lokalbahnhof → Ostendstraße → Zoo                                                                        | 35 min (nur an Wochenenden und Feiertagen) |